# Stanisław Łoskiewicz
Stanisław Łoskiewicz (ur. 1853 w Romanówce w guberni kijowskiej, zm. 17 maja 1912 w Petersburgu) – polski inżynier, profesor Instytutu Technologicznego w Petersburgu.

## Życie
Ukończył studia w Instytucie Technologicznym (1877) a następnie w Instytucie Inżynierów Komunikacji w Petersburgu (1881). Uczestniczył w projektowaniu Riazańsko-Uralskiej Drogi Żelaznej. W 1886 został docentem, a następnie profesorem statyki graficznej w Instytucie Technologicznym w Petersburgu (1890-1910). W 1910 przeszedł na emeryturę i nabył posiadłość w Nałęczowie. Pochowany na cmentarzu parafialnym w Nałęczowie.

### Prace Stanisława Łoskiewicza
- Освещение пассажирских вагонов газом, электричеством и минеральными маслами, Санкт-Петербург 1885, c. 43
- Графическая статика, Лекции проф. С. Лоскевича. 1905 г., Санкт-Петербург [1906], c. 96

## Życie prywatne
Urodził się w rodzinie ziemiańskiej, syn Dionizego. Ożeniony w 1890 z Janiną ze Śliwińskich. Ich synem był inżynier metalurg i profesor AGH Władysław Piotr (1891-1956).